# Christian Bosembe Lokando
 (mars 2023).
Christian Bosembe Lokando, né le 5 janvier 1988 à Goma, est un journaliste de profession et un avocat de formation au barreau de l'Équateur/Mbandaka en République démocratique du Congo. Il est l'actuel président du Conseil Supérieur de l'Audiovisuel et de la Communication (CSAC), Conférencier, Professeur Assistant des Universités, Entrepreneur et Promoteur du groupe de médias Congo Buzz qui dispose d'une chaîne de télévision, d'un site d'information en continu (en ligne), ainsi que d'une chaîne YouTube qui diffuse en temps réel les programmes de la chaîne TNT. 

## Biographie
Christian Bosembe Lokando naît à Goma le 5 janvier 1988.

### Carrière
Bosembe Lokando commence sa carrière de journaliste à la radio, notamment la radio Ekanga de José Endundo Bononge, puis il travaille à la radio Liberté Kinshasa de Jean-Pierre Bemba et ensuite à la radio Sarah de Jean-Claude Baende, ancien gouverneur de l'Équateur.[réf. nécessaire] Il a également travaillé à la télévision RTGA en tant que présentateur du journal télévisé et de divers programmes.
À ce jour, il est le propriétaire du groupe de médias CongoBuzz, où il travaille également comme journaliste. Il présente des émissions telles que « Critik info » et « Grande tribune » qui connaissent la participation de différents acteurs sociaux[réf. nécessaire], y compris des professeurs d'université comme André Mbata. Il est reçu par le président Félix Tshisekedi dans le cadre des consultations pour le quota des journalistes. Par ordonnance présidentielle en date du 15 novembre 2022, il est nommé membre du Conseil supérieur de l'audiovisuel et de la communication (CSAC),. Il est ensuite élu par ses paires de collégial, président du CSAC.